# 渭干乡
渭干乡，是中华人民共和国新疆维吾尔自治区阿克苏地区新和县下辖的一个乡镇级行政单位。

## 行政区划
渭干乡下辖以下地区：
布喀塔木村、渭干买里村、拱拜孜村、果勒艾日克村、喀拉库木村、铁热克勒克村、哈尼喀塔木村、托格拉艾日克村、古勒巴格村、亚尔巴什拉木村、苏盖提阔孜来克村、克孜勒协海尔村、帕合特勒克村、喀拉亚尕奇村、吾日勒克村、苏把斯提村和乡农场。